# Африканская рогатая неясыть
Африканская рогатая неясыть, или гривистая неясыть (лат. Jubula lettii) — вид птиц семейства совиные. Образуют монотипический род Jubula. Эндемик Африки.
Длина тела 25 см. Лицевой диск оранжевый с белыми бровями. Есть «ушки». Светло-оранжевое брюшко с тёмно-коричневыми пятнами. Хвост то оранжевая горизонтальная полоска потом коричневая полоска и снова оранжевая полоска и т. д.
Обитает в тропических лесах на равнинах. В её рацион входят: насекомые, летучие мыши, маленькие млекопитающие и птицы.